# 普莱邦
普莱邦（法語：Pleyben，法語發音：[plɛbɛ̃]）是法国菲尼斯泰尔省的一个市镇，位于该省中部，属于沙托兰区。

## 地理
普莱邦（48°13'34"N, 3°58'10"W）面积76.04 平方千米，位于法国布列塔尼大區菲尼斯泰尔省，该省份为法国最西部的省份，位于布列塔尼半岛西部，北西南三面环大西洋，东临阿摩尔滨海省和莫尔比昂省。
与普莱邦接壤的市镇（或旧市镇、城区）包括：布拉斯帕尔、洛泰、沙托兰、勒克卢瓦特尔-普莱邦、古埃泽克、拉内代恩、莱农、洛佩雷克、圣塞加勒。

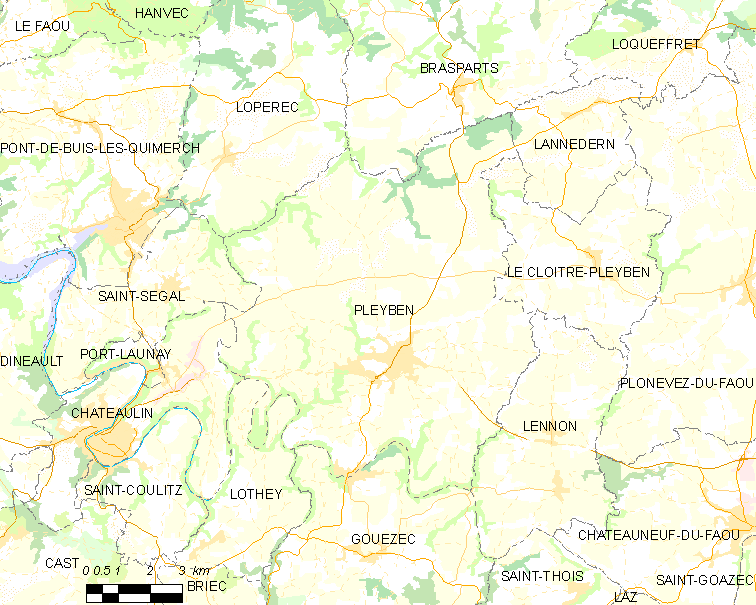
普莱邦的OSM定位图

普莱邦的时区为UTC+01:00、UTC+02:00（夏令时）。

## 行政
普莱邦的邮政编码为29190，INSEE市镇编码为29162。

## 政治
普莱邦所属的省级选区为布列克县。

## 人口

1962-2008年间普莱邦人口变化图示

普莱邦于2022年1月1日时的人口数量为3649人。